# Kattehale (slægt)
 For alternative betydninger, se Kattehale. (Se også artikler, som begynder med Kattehale)
Kattehale (Lythrum) er udbredt med 7 arter i Europa, Nordafrika, Asien og Nordamerika. Kattehalearterne er en-eller flerårige, urteagtige planter eller halvbuske. Unge stængler er runde eller firkantede i tværsnit. Forveddede stængler er runde med lysebrun bark. Bladene kan sidde spredt, skruestillet, modsat eller kransstillet, og de kan være stilkede eller ustilkede. Bladpladen er altid udelt med glat bladrand. Blomsterne sidder enkeltvis eller i forskelligt opbyggede stande. Bægeret er smalt klokkeformet eller røragtigt. De egentlige kronblade er forskelligt formede eller mangler de helt. I stedet findes 4 eller 6 hylsterblade og ofte endda et ydre hylster. Kronbladene er rosa, purpurrøde, blå eller hvide. Arterne er insekbestøvede, og frugterne er kapsler med mange, rødbrune frø.
Her omtales kun de arter, der er vildtvoksende i Danmark, eller som dyrkes her.
| Beskrevne arter |

- Kattehale (Lythrum salicaria)
- Græskattehale (Lythrum hyssopifolia)
- Smalbladet kattehale (Lythrum virgatum)

| Andre arter |

- Lythrum acutangulum
- Lythrum alatum
- Lythrum californicum
- Lythrum portula